# 초골리사
초골리사산(Chogolisa)은 파키스탄 카라코람산맥의 산이다. 발토로 빙하 인근에 있다. 가장 높은 남서쪽 초골리사 1봉(7,665m)과 북동쪽 초골리사 2봉(7,654m) 등 여러 봉으로 이루어져 있다.
초골리사 2봉은 1958년에 일본 등반대가 처음 등정하였다. 최고봉인 초골리사 1봉은 1975년 8월 2일, 오스트리아 등반대가 처음 올랐다.